# Чемпионат СССР по лыжным гонкам 1989
60-й лично-командный чемпионат СССР по лыжным гонкам проводился в 2 этапа.
I этап прошел в Бакуриани (Грузинская ССР) с 30 января по 4 февраля 1989 года (был перенесён из Отепя из-за отсутствия снега). Разыграно 4 комплекта медалей в гонках на 15 км-классический стиль, 30 км-классический стиль (мужчины), в гонках на 10 км-классический стиль, 15 км-классический стиль (женщины). Впервые в истории чемпионатов СССР разыгрывались медали в гонке на 15 км классическим стилем у женщин. Соревновались 37 мужчин и 32 женщины.
II этап прошел в Сыктывкаре (Коми АССР) с 20 по 26 марта 1989 года. Разыграно 6 комплектов медалей в гонках 15 км-свободный стиль, 50 км-свободный стиль, эстафете 4×10 км (мужчины), в гонках на 10 км-свободный стиль, 30 км-свободный стиль, эстафете 4х5 км (женщины). Михаил Девятьяров, Светлана Нагейкина и Нина Гаврилюк пропустили эти соревнования, стартовав на коммерческих гонках в Швейцарии.

## Медалисты

### Мужчины
|                           | Золото | Серебро | Бронза |
| ------------------------- | --- | --- | --- |
| Гонка на 15К км 4 февраля | Смирнов Владимир Вооружённые Силы Алма-Ата 41.04,0 | Деветьяров Михаил Вооружённые Силы Московская область 41.12,7                                                                      | Кичкин Сергей Вооружённые Силы Магадан 41.47,0                                                                                            |
| Гонка на 15К км 4 февраля | 11. Вяльбе Урмас («Динамо» Таллин) | | |
| Гонка на 15С км 21 марта  | Смирнов Владимир Вооружённые Силы Алма-Ата 37.23,0 | Плаксунов Вячеслав «Динамо» Витебск 37.39,4                                                                                        | Сахнов Владимир «Динамо» Алма-Ата 37.45,8                                                                                                 |
| Гонка на 15С км 21 марта  | 4. Лазутин Геннадий (Вооружённые Силы Рязань) 38.07,3 5. Карачевский Герман (Вооружённые Силы Горький) 38.15,2 6. Быков Сергей (Профсоюзы Свердловск) 38.16,6 7. Логинов А. (Профсоюзы) 38.17,2 8. Колосков Михаил (Вооружённые Силы Челябинск) 38.19,3 9. Герасимов Николай («Динамо») 38.21,7 10. Кухтин К. («Динамо») 38.28,7 11. Нагомбаев Каликан («Динамо» Усть-Каменогорск) 38.28,9 12. Петров И. (Профсоюзы) 38.30,3 16. Бадамшин Игорь («Динамо» Свердловск) 17. Ботвинов Михаил (Вооружённые Силы Москва) 19. Кичкин Сергей (Вооружённые Силы Магадан) | | |
| Гонка на 30К км 30 января | Смирнов Владимир Вооружённые Силы Алма-Ата 1:26.10,0 | Деветьяров Михаил Вооружённые Силы Московская область 1:26.48,2                                                                    | Бурлаков Юрий Вооружённые Силы Москва 1:27.34,8                                                                                           |
| Гонка на 30К км 30 января | 4. Карчевский Александр (Магадан) 1:27.54,5 5. Сахнов Владимир («Динамо» Алма-Ата) 1:28.03,7 6. Кириллов Андрей (Вооружённые Силы Свердловск) 1:28.06,2 7. Ботвинов Михаил (Вооружённые Силы Москва) 1:28.11,2 8. Быков Сергей (Профсоюзы Свердловск) 1:28.33,1 9. Вяльбе Урмас («Динамо» Таллин) 1:28.48,3 10. Никитин Владимир (Ижевск) 1:28.50,2 17. Прокуроров Алексей (Вооружённые Силы Владимир) | | |
| Гонка на 50С км 26 марта  | Смирнов Владимир Вооружённые Силы Алма-Ата 2:13.18,3 | Прокуроров Алексей Вооружённые Силы Владимир 2:14.03,9                                                                             | Плаксунов Вячеслав «Динамо» Витебск 2:14.37,8                                                                                             |
| Гонка на 50С км 26 марта  | 4. Вяльбе Урмас («Динамо» Таллин) 2:14.43,1 5. Быков Сергей (Профсоюзы Свердловск) 2:14.44,6 6. Сергеев Андрей (Вооружённые Силы) 2:15.07,4 7. Новиков П. («Динамо») 2:15.10,1 8. Кириллов Андрей (Вооружённые Силы Свердловск) 2:15.18,5 9. Мошкин Эдуард (Профсоюзы) 2:15.46,5 10. Колосков Михаил (Вооружённые Силы Челябинск) 2:17.16,2 11. Сергеев Сергей (Профсоюзы) 2:17.21,2 12. Перлов Андрей («Динамо») 2:17.23,4 | | |
| Эстафета 4х10 км 23 марта | Вооружённые Силы Голубев Александр (Новосибирск) Смирнов Владимир (Алма-Ата) Лазутин Геннадий (Рязань) Прокуроров Алексей (Владимир) 1:53.28 | «Динамо»-1 Вяткин Сергей (Сыктывкар) Вяльбе Урмас (Таллин) Сахнов Владимир (Алма-Ата) Нагомбаев Каликан (Усть-Каменогорск) 1:53.55 | Вооружённые Силы-2 Кириллов Андрей (Свердловск) Ботвинов Михаил (Москва) Колосков Михаил (Челябинск) Карачевский Герман (Горький) 1:53.56 |
| Эстафета 4х10 км 23 марта | 4. Вооружённые Силы-3 1:54.01 5. Профсоюзы-1 1:54.11 6. Вооружённые Силы-4 1:54.25 | | |

### Женщины
|                           | Золото | Серебро | Бронза |
| ------------------------- | --- | --- | --- |
| Гонка на 10К км 4 февраля | Сметанина Раиса Профсоюзы Сыктывкар 30.57,7 | Бондарева Татьяна «Динамо» Москва 30.59,8 | Венцене Вида Профсоюзы Вильнюс 31.04,8                                                                                           |
| Гонка на 10К км 4 февраля | 10. Петерсон Эвели («Динамо») | | |
| Гонка на 10С км 20 марта  | Вяльбе Елена Профсоюзы Магадан 27.10,8 | Лазутина Лариса Вооружённые Силы Московская область 27.33,6                                                                                  | Егорова Любовь Профсоюзы Ленинград 27.48,7                                                                                       |
| Гонка на 10С км 20 марта  | 4. Тихонова Тамара (Профсоюзы Ижевск) 28.00,5 5. Черных Наталья (Профсоюзы Москва) 28.05,4 6. Седлецкая Елена (Профсоюзы Москва) 28.11,7 7. Сметанина Раиса (Профсоюзы Сыктывкар) 28.13,4 8. Галимуллина Ания (Профсоюзы Казань) 28.15,3 9. Бондарева Татьяна («Динамо» Москва) 28.18,8 10. Ибрагимова Э. (Профсоюзы) 28.21,5 11. Ордина Антонина («Динамо» Калинин) 28.31,4 12. Каширская Елена (Профсоюзы Москва) 28.36,6                                | | |
| Гонка на 15К км 30 января | Шамшурина Юлия Профсоюзы Ижевск 48.30,0 | Лазутина Лариса Вооружённые Силы Московская область 48.47,9                                                                                  | Венцене Вида Профсоюзы Вильнюс 48.49,6                                                                                           |
| Гонка на 15К км 30 января | 4. Вяльбе Елена (Профсоюзы Магадан) 49.02,3 5. Сметанина Раиса (Профсоюзы Сыктывкар) 49.15,4 6. Каширская Елена (Профсоюзы Москва) 50.08,5 7. Бондарева Татьяна («Динамо» Москва) 50.15,0 8. Гаврилюк Нина (Ленинград) 50.32,6 9. Егорова Любовь (Профсоюзы Ленинград) 50.49,0 10. Камоцкая Светлана (Профсоюзы Минск) 50.49,1 28. Лепик Криста («Калев») 53.41 29. Петерсон Эвели («Динамо») 53.47                                                        | | |
| Гонка на 30С км 25 марта  | Вяльбе Елена Профсоюзы Магадан 1:33.26,4 | Ордина Антонина «Динамо» Калинин 1:33.34,3                                                                                                   | Лазутина Лариса Вооружённые Силы Московская область 1:36.01,0                                                                    |
| Гонка на 30С км 25 марта  | 4. Спицына Ирина (Вооружённые Силы Архангельск) 1:36.53,8 5. Каширская Елена (Профсоюзы Москва) 1:37.12,1 6. Седлецкая Елена (Профсоюзы Москва) 1:37.57,8 7. Тихонова Тамара (Профсоюзы Ижевск) 1:38.04,4 8. Егорова Любовь (Профсоюзы Ленинград) 1:38.18,0 9. Абакумова Нона (Профсоюзы Челябинск) 1:38.34,1 10. Бондарева Татьяна («Динамо» Москва) 1:38.42,8 11. Фокина Н. (Вооружённые Силы) 1:39.23,1 12. Черных Наталья (Профсоюзы Москва) 1:39.26,5 | | |
| Эстафета 4х5 км 22 марта  | Профсоюзы Егорова Любовь (Ленинград) Сметанина Раиса (Сыктывкар) Тихонова Тамара (Ижевск) Вяльбе Елена (Магадан) 1:01.22,01 | Вооружённые Силы Иванова Светлана (Петрозаводск) Ковалевич Екатерина (Южно-Сахалинск) Спицына Ирина (Архангельск) Лазутина Лариса 1:02.12,16 | «Динамо» Васильева Лилия (Красноярск) Бондарева Татьяна (Москва) Артемьева Ольга (Куйбышев) Ордина Антонина (Калинин) 1:02.22,72 |
| Эстафета 4х5 км 22 марта  | 5. Профсоюзы-3 (Ниглас Пирет) | | |

Лично-командный чемпионат СССР (27-й) в лыжной гонке на 70 км среди мужчин проводился в Кандалакше Мурманской области 16 апреля 1989 года.

### Мужчины (70 км)
|                | Золото                                             | Серебро                                              | Бронза                               |
| -------------- | -------------------------------------------------- | ---------------------------------------------------- | ------------------------------------ |
| Гонка на 70 км | Смирнов Владимир Вооружённые Силы Алма-Ата 2:44.07 | Прокуроров Алексей Вооружённые Силы Владимир 2:44.09 | Вяльбе Урмас «Динамо» Таллин 2:45.40 |
| Гонка на 70 км | 4. Бадамшин Игорь («Динамо» Свердловск) 2:46.49    |                                                      |                                      |

Чемпионат СССР в командной гонке на 20 км проводился в Апатитах Мурманской области 15 апреля 1989 года.

### Женщины (Командная гонка 20 км)
|                          | Золото | Серебро | Бронза |
| ------------------------ | --- | --- | --- |
| Командная гонка на 20 км | Профсоюзы-2 Седлецкая Елена (Москва) Черных Наталья (Москва) Абакумова Нона (Челябинск) Камоцкая Светлана (Минск) Галимуллина Ания (Казань) 1:02.44 | «Динамо»-1 Ордина Антонина (Калинин) Разомассова Евгения (Барнаул) Сивкова Елена (Барнаул) Данилова Ольга (Казань) Загоскина Светлана (Владимир) 1:02.45 | Профсоюзы-1 Каширская Елена (Москва) Вяльбе Елена (Магадан) Сметанина Раиса (Сыктывкар) Тихонова Тамара (Ижевск) Нагейкина Светлана (Московская область) 1:03.18 |